# チジック・ハウス

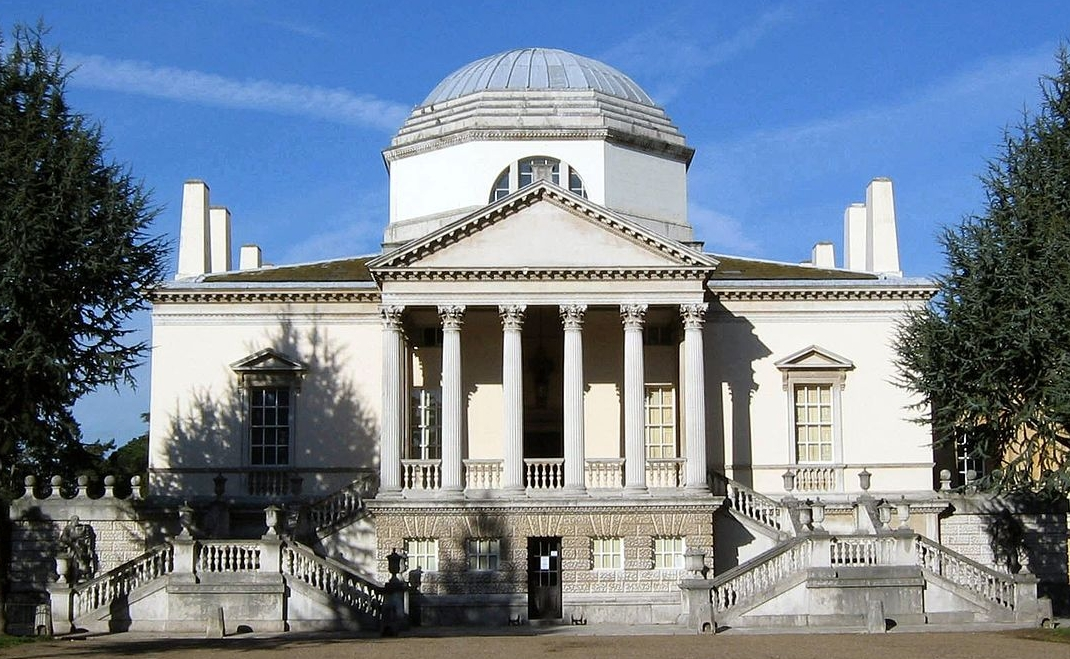
前庭から見たチジック・ハウス

チジック・ハウス (Chiswick House) は、イギリス、西ロンドンのチジック、バーリントン通りに現存するパッラーディオ建築の建物 (ヴィラ) である。第3代バーリントン伯爵リチャード・ボイル (1694年 - 1753年) の設計で1729年に完成した。26.33ヘクタール (65.1エーカー)の敷地を持つ建物と庭園の大半は建築家で造園家のウィリアム・ケント (1685年 - 1748年) によって作られ、イギリス式庭園 (English landscape garden) の初期の代表作の一つである。
最初の所有者であるリチャード・ボイルが1753年に亡くなり、翌1754年には生き残っていた彼の最後の娘、シャーロット・キャヴェンディッシュ (1731年 - 1754年) が、そして1758年にリチャードの妻であったドロシー・サヴィル (1699年 - 1758年) が亡くなった。資産はシャーロットの夫であった第4代デヴォンシャー公爵ウィリアム・キャヴェンディッシュ (1720年 - 1764年) に譲られた。さらに1764年にウィリアムが亡くなると邸宅は彼らの長男、第5代デヴォンシャー公爵ウィリアム・キャヴェンディッシュ (1748年 - 1811年) に譲られた。ウィリアムが1774年に結婚した妻、ジョージアナ・スペンサー (1757年 - 1806年) はファッションや政治の世界で非常に目立ち、物議を醸す存在であったが、彼女は長い間ここを別宅として、そしてまたホイッグ党の本拠地として使った。チャールズ・ジェームズ・フォックス (1749年 - 1806年) はここで亡くなり、トーリー党首相、ジョージ・カニング (1770年 - 1827年) もまたこの邸宅のジョン・ホワイトウィング  にある寝室で亡くなった。
19世紀の間この邸宅は荒廃していき、1892年にはキャヴェンディッシュ家により貸し出されて、精神病院の収容棟、チジック・アサイラム (Chiswick Asylum) (英語版) として使われるようになった。1929年、第9代デヴォンシャー公爵ヴィクター・キャヴェンディッシュ (1868年 - 1938年) はミドルセックス州議会にチジック・ハウスを売却し、その後消防署として使われることとなった。建物は第二次世界大戦で損傷を受け、1944年にはドイツのV2ロケットで二つあるウィングの片方が破壊された。1956年には両ウィングとも取り壊された。
現在、この建物はイギリス指定建造物 (Listed building) のグレードIにリストアップされており、イングリッシュ・ヘリテッジ  により維持されている。大きな庭園を有しているため、チジック・ハウス・アンド・ガーデンズという名称で呼ばれることもある。

## 歴史

### 初期 (1610年 - 1682年)
建築当初のチジック・ハウスはエドワード・ ウォードー (Edward Wardour、1645年没) (英語版) 所有のジャコビアン様式の建築物 (Jacobean architecture)  (英語版)  で、おそらく彼の父によって建てられた。チジック・ハウスにあるヤン・キップ (Jan Kip、1652年 - 1722年) (英語版)  の17世紀後半の彫刻には1610年建築と刻まれており、屋敷は中庭を中心に四方に建てられている。1624年、ウォードーは建物を初代サマセット公ロバート・カー (Robert Carr, 1st Earl of Somerset、1587年-1645年) (英語版) に売却した。建物は非常に大きく、1664年の暖炉税 (Hearth tax) (英語版) の税務書類によると、33の暖炉が記録されている。建物は第一次イングランド内戦の間、ターナムグリーンの戦い (Battle of Turnham Green、1641年)(英語版) の王党派戦線の南端にあった。1682年、建物は第3代ダンガーヴァン子爵チャールズ・ボイル (Charles Boyle, 3rd Viscount Dungarvan、1639年-1694年) により購入された。

### ボイル家 (1682年 - 1758年)

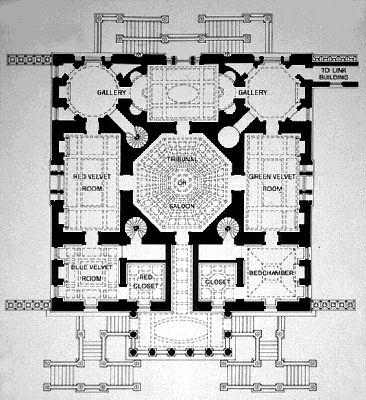
間取り図

チジック・ハウスはジャコビアン様式のまま、ロンドン中心部にあるボイル家の邸宅であるバーリントンハウスの別宅として使われていた。1725年の火災の後、第3代バーリントン伯爵リチャード・ボイルは家長となり、チジック・ハウスの西側に新しい邸宅 (ヴィラ) を建てることにした。
1719年のイタリア旅行で、バーリントンはパッラーディオ建築へ大きな情熱を持つようになった。彼自身はローマ建築の遺跡を詳細に視察したり、イタリアで訪問した建物を自ら細かくスケッチしたりしていたわけではなく、古典古代の伝統の解釈者としてのアンドレーア・パッラーディオ (1508年 - 1580年)  やヴィンチェンツォ・スカモッツィ (1548年 - 1616年)  を信用していた。彼の発想の別の源泉は、収集していたパッラーディオやイニゴー・ジョーンズ (1573年 - 1652年) 、イニゴーの弟子のジョン・ウェッブ (John Webb、1611年 - 1672年) (英語版) による図面であった。ハワード・コルビン (Howard Colvin、1919年 - 2007年)  によると、「バーリントンの使命は、ウィトルウィウス  が記したように、あるいは残存する遺跡が例示しているように、あるいはパッラーディオ、スカモッツィ、ジョーンズによって実践されているように、「オーガスタン時代のイングランド」 (Augustan England) においてローマ建築の規範を回復することであった。」
バーリントン自身優れたアマチュア建築家かつ(ホレス・ウォルポール (1717年 - 1797年) の言によると) 「芸術のアポローン」であり、庭園を設計をする上で主導的な役割を果たしたウィリアム・ケントの助けを借りて、邸宅を設計した。バーリントンの美術コレクションは「欧州最高の絵画」を含むものと考えられており、さらに1714年の最初の欧州へのグランドツアー  の際に購入したものを含む選り抜きの家具を所有していた。こうしたものを収容するために、十分な敷地を取って邸宅 (ヴィラ) を建築した。工事は1726年から1729年にかけて行われた。
1753年のバーリントンの死後は、妻のドロシー (1699年 - 1758年) と1748年にウィリアム・キャヴェンディッシュ (1720年 - 1764年、後の第4代デヴォンシャー公爵) と結婚していた娘のシャーロット (1731年 - 1754年) が家を継承した。1754年12月にシャーロットが亡くなり、1758年8月にはバーリントン伯爵夫人ドロシーが亡くなった。

### キャヴェンディッシュ家 (1758年 - 1929年)

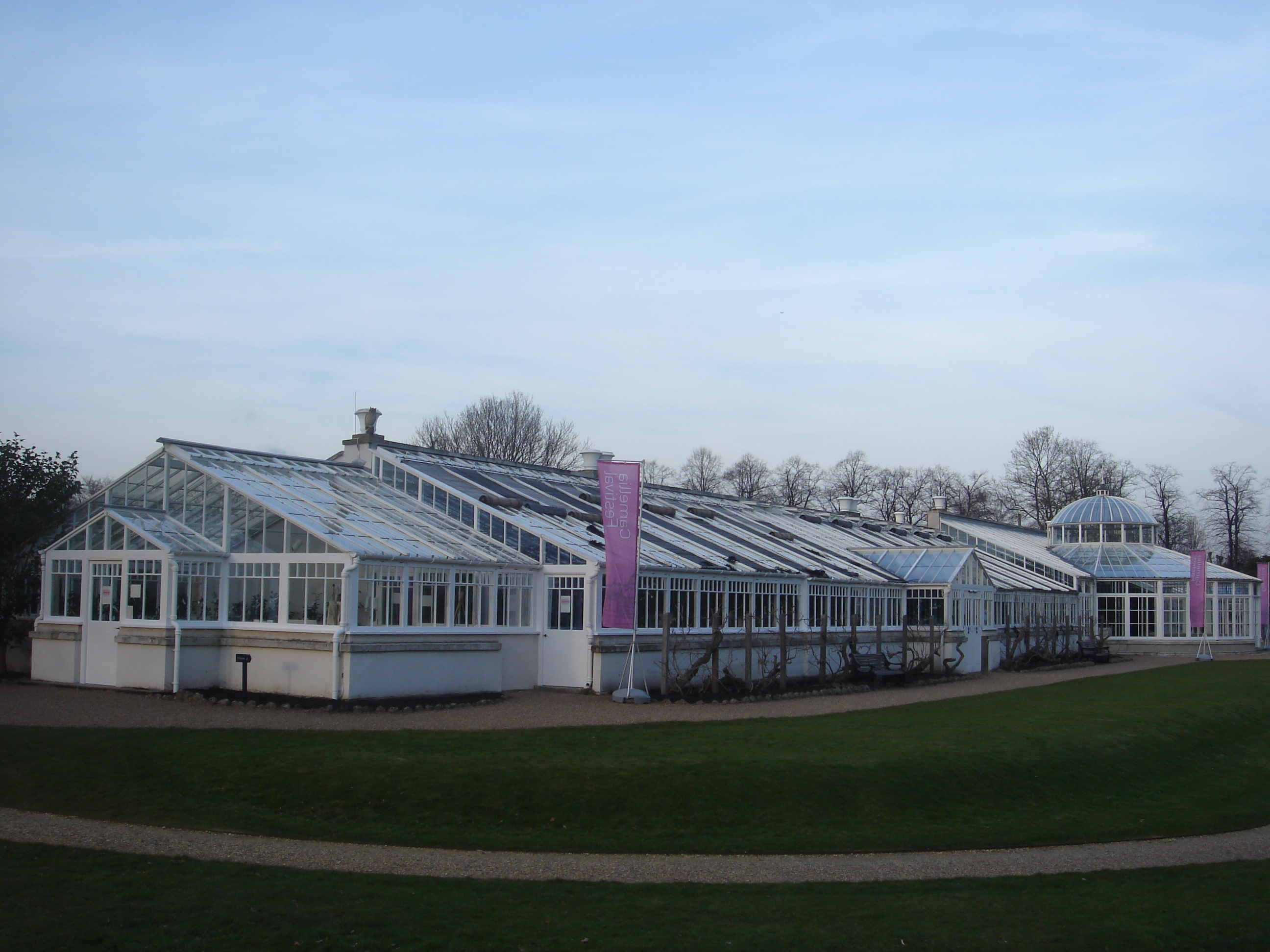
コンサーバトリー

1758年のバーリントン伯爵夫人の死後、邸宅と庭園はキャヴェンディッシュ家に譲られた。ウィリアム・キャヴェンディッシュは、息子である第5代デヴォンシャー公爵ウィリアム・キャヴェンディッシュ (1748年 - 1811年) に財産を残し1764年に亡くなった。1774年、ウィリアムはジョージアナ・スペンサー (1757年 - 1806年) と結婚したが、ジョージアナはチジック・ハウスを「地上の楽園」と呼び、ここで多くの時間を楽しく過ごしたという。彼女は定期的に庭園でのティーパーティーのためホイッグ党のメンバーを招待した。1788年、キャヴェンディッシュ家はジャコビアン様式の方の建物を解体し、邸宅の収容人数を増やす目的で両ウィングを増築するために、建築家のジョン・ホワイト (John White) を雇った。公爵夫人は1774年の建築家ジェームズ・ワイアット (James Wyatt、1746年 - 1813年) (英語版) 設計による「古典派風の橋」(the Classical Bridge) を建設し、新しいウィングの壁や建物の側面にバラを植栽した。
1813年、外国産のフルーツや椿を育てるために、91メートル (300フィート) の温室 (コンサーバトリー、conservatory) がサミュエル・ウェア (Samuel Ware、1781年 - 1860年) によって建てられた。園芸家ルイス・ケネディー (Lewis Kennedy) は温室の周りにイタリア風幾何学模様の庭園を造った。1827年、トーリー党首相ジョージ・カニング (1770年 - 1827年) は容体が急激に悪化し、1806年にチャールズ・ジェームズ・フォックス (1749年-1806年) が亡くなった同じ部屋で死去した。
1862年から1892年までの間、邸宅はキャヴェンディッシュ家によって多数の人物に貸し出され、その中には1867年のサザーランド公爵夫人 や、1870年代のプリンス・オブ・ウェールズ (Prince of Wales) 、1881年から1892年まで建築家ウィリアム・バージェス (1827年 - 1881年) のスポンサーであった第3代ビュート侯爵ジョン・クライトン＝ステュアート (John Crichton-Stuart, 3rd Marquess of Bute、1847年 - 1900年) (英語版)  などがいた。1892年から第9代デヴォンシャー公爵ヴィクター・キャヴェンディッシュ (1868年 - 1938年) は邸宅をトーマス・シーモア (Thomas Seymour) とチャールズ・モールズワース・テューク (Charles Molesworth Tuke、Thomas Harrington Tuke (英語版) の息子) に貸し、彼らはそこを1928年まで富裕層のための精神病院、チジック・アサイラム (Chiswick Asylum) (英語版) として使った。1897年、正門の上にあった2体のスフィンクスはヴィクトリア女王在位60年周年記念式典 (Diamond Jubilee、(英語版)) の際にグリーンパーク (Green Park) (英語版) に移設され、それらは戻ってくることはなかった。

### 公有化 (1929年 - )

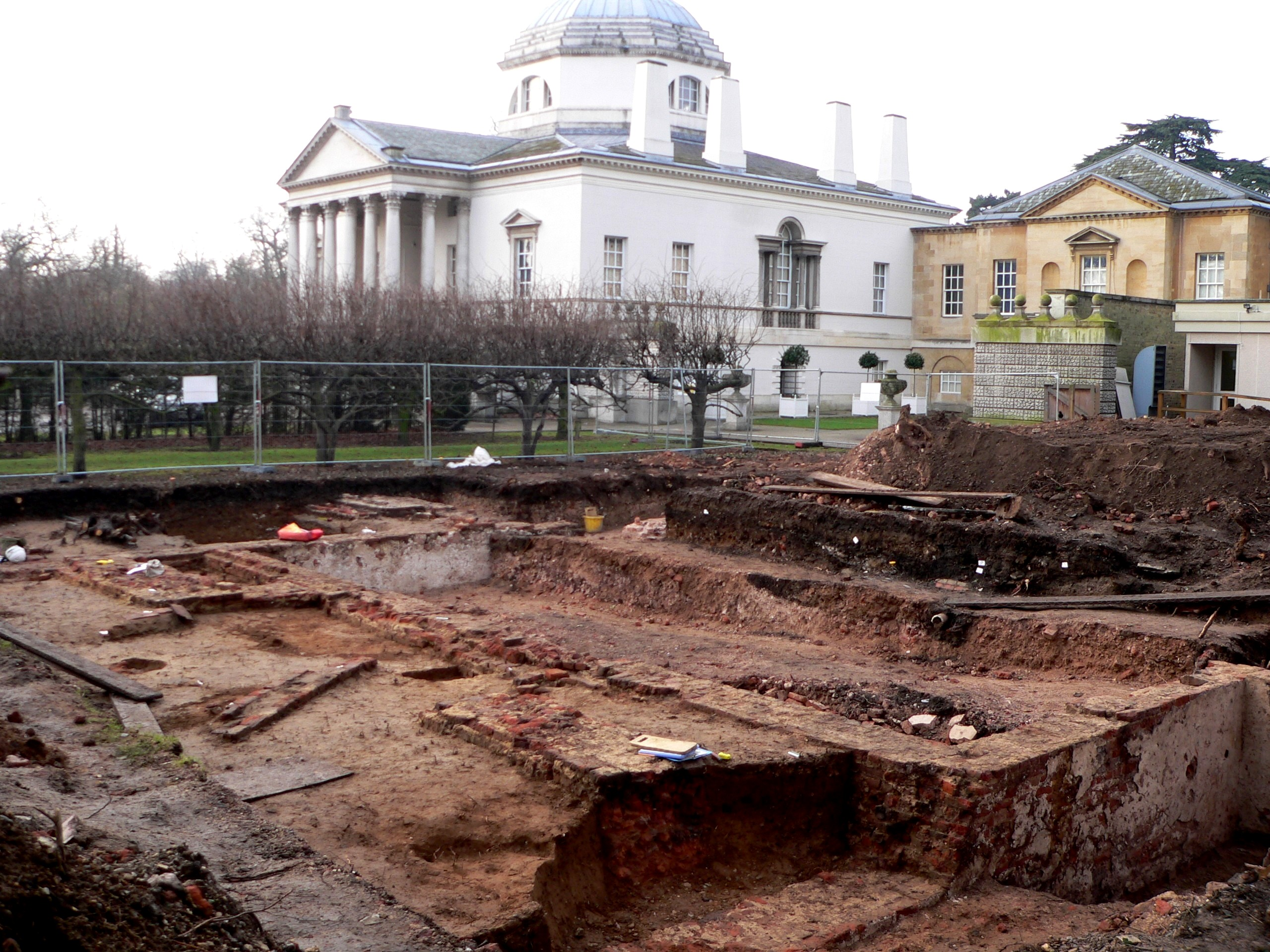
イングリッシュ・ヘリテージによるジャコビアン様式建築の発掘

1929年、第9代デヴォンシャー公爵はミドルセックス州議会にチジック・ハウスを売却した。購入費用はイギリス王ジョージ5世を含む一般からの寄付により賄われた。邸宅は第二次世界大戦の間消防署となり、戦争の被害を被った。チジック空襲による振動で階上ホール (Upper Tribunal) の石膏細工が壊れ、1944年4月8日、V2ロケットにより邸宅のウィングの片方が破壊された。両ウィングは1956年に取り壊された。
1948年、新しく作られたジョージアン・グループ (Georgian Group) (英語版)  のロビー活動により、邸宅は取り壊しを免れた。邸宅はイギリス建設省 (Ministry of Works) 、次いでイングリッシュ・ヘリテージの管轄下に置かれることとなった。
ハウンズロー区カウンシル (Council) とイングリッシュ・ヘリテージは邸宅 (ヴィラ) と庭園を統合的にマネジメントするために、2005年、チジック・ハウス・アンド・ガーデンズ信託 (the Chiswick House and Gardens Trust) を作った。信託は復旧工事が完了した2010年7月に邸宅と庭園の管理を引き継いだ。ヘリテージ・ロータリー・ファンド (Heritage Lottery Fund) (英語版) は2007年の庭園の復旧のために、別の財源から約400万ポンドを補填された。
庭園は夜明けから夕暮れまで無償で一般公開されている。

## 邸宅の建設

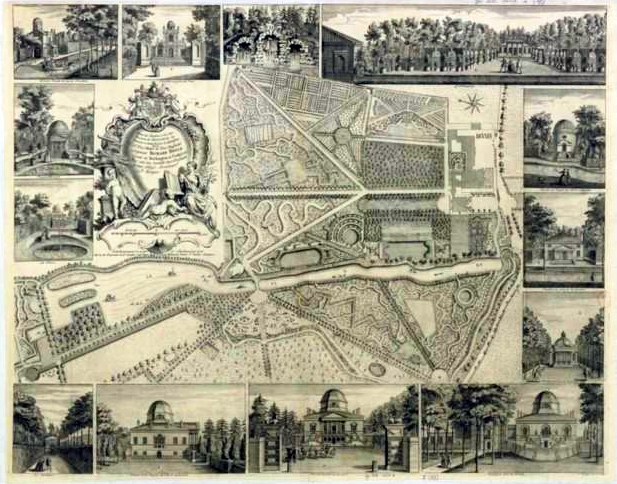
1736年 John Rocquee による邸宅のスケッチと庭園レイアウトの彫刻

チジック・ハウスは、バーリントンによるルネサンスの模倣ではなく、典型的なローマ式庭園 (Roman gardens) (英語版) の中にあるローマ式邸宅 (Roman villa) (英語版) を作る試みだった。チジック・ハウスは16世紀イタリアの建築家アンドレーア・パッラーディオと彼のアシスタント、ヴィンチェンツォ・スカモッツィによるいくつかの建築物から、部分的に大きな刺激を受けている。邸宅はしばしば、ヴィチェンツァ  近郊のヴィラ・アルメリコ・カプラ、ラ・ロトンダ (Villa Almerico-Capra La Rotonda)  に直接触発されたと言われるが 、これは建築家コーレン・キャンベル (1676年 - 1729年) が、ヴィラ・アルメリコ・カプラに極めて忠実に基づいたチジック・ハウス用の設計図をバーリントンに提供していたからである。しかしながらこれは明らかにバーリントンに影響を与えたものの、彼は提案を拒否し、設計図をケント州ミアワース (Mereworth) のミアワース城 (Mereworth Castle) (英語版) で使った。チジック・ハウスにあるバーリントンの蔵書目録によると、彼はパッラーディオだけに影響を受けていたわけではなかった。セバスティアーノ・セルリオ (1475年 - 1554年頃)  やレオン・バッティスタ・アルベルティ (1404年 - 1472年)  などの影響力のあるルネサンス期のイタリア人建築家の本も所有していたし、また蔵書にはジャン・コトール (Jean Cotelle、1642年 - 1706年) (英語版)、フィリベール・ド・ロルム (Philibert de l'Orme、1514年 - 1570年)  (英語版) 、アブラハム・ボッセ (Abraham Bosse、1602年 - 1676年) (英語版) 、ジャン・ビュラン (Jean Bullant、1515年 - 1578年) (英語版) 、サロモン・ド・コー (Salomon de Caus、1576年 - 1626年) (英語版) 、ローランド・フレアール・ド・シャムブレー (Roland Fréart de Chambray、1606年 - 1676年) (英語版) 、ユーグ・サンバン (Hugues Sambin、1520年 - 1601年) (英語版) 、アントワーヌ・デコデ (Antoine Desgodetz、1653年 - 1728年) などの、フランスの建築家、彫刻家、イラストレーター、あるいは建築理論家の著作やクロード・ペロー (1613年 - 1688年) の著作Treatise of the Five Ordersをジョン・ジェームス (John James、1673年 - 1746年) (英語版) が翻訳した本なども含まれていた。パッラーディオの業績はおそらく設計図や古代ローマ建築の復元を通して、バーリントンに重大な影響を及ぼした。これらの多くは未出版で一部だけが知られていたが、バーリントンはそれらを2回目のグランドツアーの際に購入して、ブルー・ベルベット・ルーム (Blue Velvet Room) に収納し、研究のために使った。ローマ建築の復元プランは、バーリントンの邸宅における、八角形・円・長方形・アプス  などを含む多種多様な幾何学的形状の発想の源泉となった。
おそらく、パッラーディオにより復元されチジック・ハウスに最も影響を与えた建物は、古代ローマの象徴的な建造物、ディオクレティアヌス浴場  であった。
その影響は、ドーム型ホール(階上ホール)、ギャラリー、図書室とそこから繋がる各部屋に見ることができる。

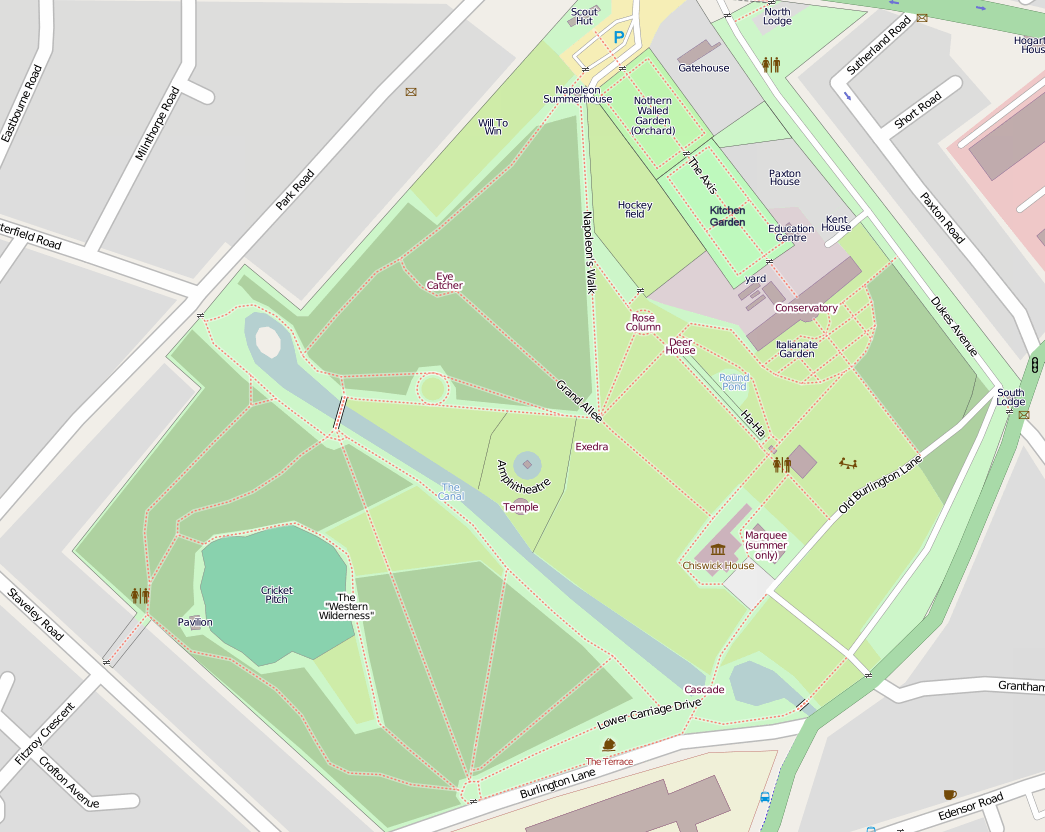
邸宅と庭園の20世紀の地図

バーリントンが使ったローマ様式は、邸宅の急角度のドームからも見てとることができ、これはパンテオン神殿に由来するものである。また、チジックにある階上ホール(Upper Tribunal) や階下ホール (Lower Tribunal) の八角形のドームは、ヴィンチェンツォ・スカモッツィによるヴィチェンツァ近郊のロッカ・ピサーナ (Rocca Pisana) (英語版)  から影響を受けたと考えられている。
バーリントンは、また八角形の選択に関して、おそらくルネサンス期の建築家セバスティアーノ・セルリオ (1475年 - 1554年) のデッサン図 、あるいは古代ローマの建築物に影響を受けた。（例えばバーリントンは、クロアチアの都市スプリトにあるディオクレティアヌス宮殿の八角形の霊廟 (mausoleum) のパッラーディオによるデッサン図を所有していた。)

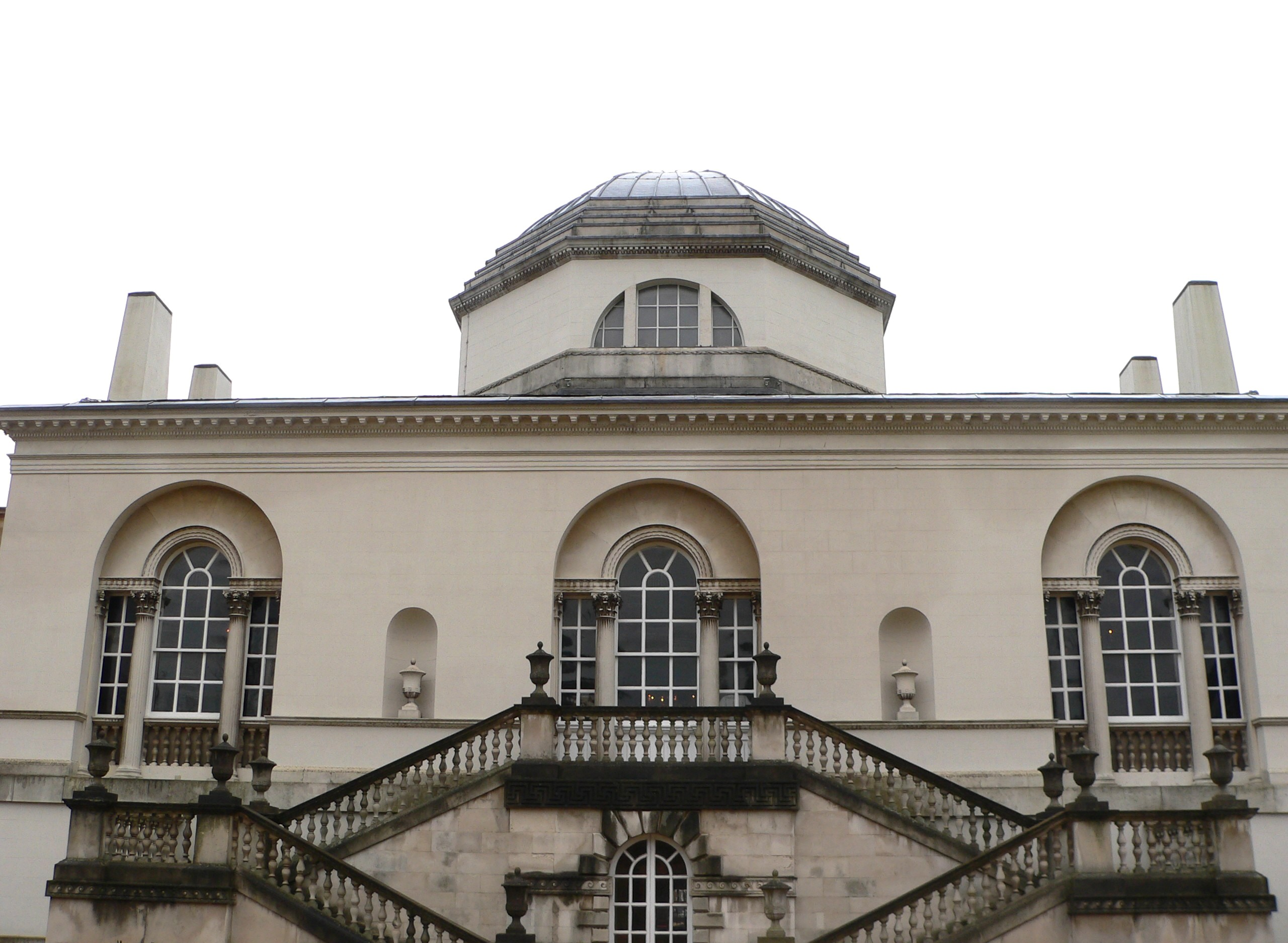
ベネティア窓などのパッラーディオ建築による3つのアーチのある邸宅

レンガ造りのチジック・ハウスの正面玄関は少量の化粧しっくい  を混ぜたポートランド石でできている。突き出した6列の柱廊の、ジョン・ボソン (John Boson) (英語版)  により細かい装飾が施されたコリント式  の柱は、古代ローマのカストルとポルックス神殿 (Temple of Castor and Pollux) に由来しており、インセットドアや突き出した台座はトラヤヌスの記念柱に由来している。円形の装飾がついた銃眼のある短い壁が邸宅の両側を拡張しており、これは中世の (あるいは古代ローマの) 砦として外壁で囲まれた街を象徴していて、パッラーディオがヴェネツィアのサン・ジョルジョ・マッジョーレ聖堂で使った手法、あるいはイニゴー・ジョーンズが使った手法に影響を受けている。(パッラーディオは彼の1570年の論文I quattro libri dell'architetturaでギザギザの部分を持つ壁のあるフォスカリ邸 (Villa Foscari) (英語版) の木版画を製作したが、これは建築されなかった。) この繋がりを明らかにするために、著名なフランドル出身の彫刻家ジョン・マイケル・ライスブラック (John Michael Rysbrack、1694年 - 1770年) (英語版) 作のパッラーディオとジョーンズの等身大像が壁のこの部分に置かれている。パッラーディオの影響は、中央ホールなど全般的に立方形を使っていることからも感じられる。邸宅は 21メートル (70フィート) × 21メートル (70フィート) × 11メートル (35フィート) のサイズで、立方体の半分である。

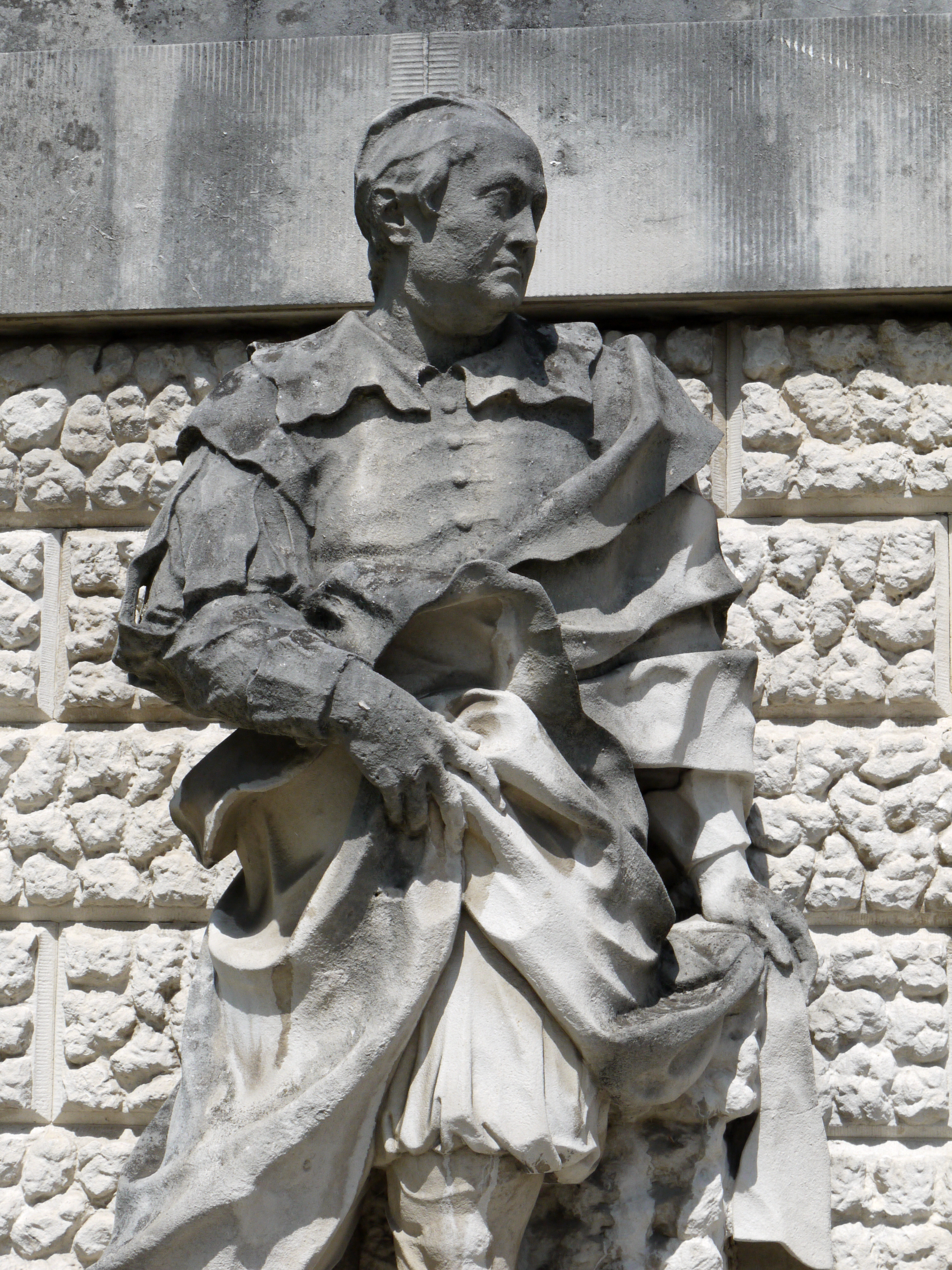
アンドレーア・パッラーディオの胸像

ドーム型ホールに続く柱廊には、ローマ皇帝アウグストゥスの胸像が設置されている。アウグストゥスは多くの18世紀初頭のイギリス貴族によって、最も偉大なローマ皇帝であると考えられていた。(初期のジョージ王朝時代、すなわちジョージ1世及びジョージ2世の時代はオーガスタン時代として知られていた。) アウグストゥス帝との繋がりは、チジック・ハウスの庭園にある、「祭祀場」(temple) の前後を象徴的に護衛しているスフィンクスやオベリスク  、あるいはライオンの石像等からもうかがわれる。バーリントンや彼と同時代の人々は、アウグストゥスがエジプトを侵略し様々なものを持ち帰り、それらをローマで復元した事実を意識していた。
ローマ時代の影響は、ボルゲーゼの剣闘士 (Borghese gladiator) (英語版) 、メディチのヴィーナス像 (Venus de' Medici) (英語版)、伝説の古代ローマの建国者であるロームルスとレムス (Romulus and Remus) のノスタルジックな記憶を想起するために使われるオオカミ像、アウグストゥス帝の誕生を象徴する山羊座 (zodiac of Capricorn) のシンボルであるヤギ像、偉大なイノシシ猟を象徴するために邸宅の裏に配置されたイノシシ像などのバーリントンによる意図的な配置によって、明白になっている。邸宅の内部にはローマ神話の愛と美の女神であり、トロイから逃れローマを共同建国したアイネイアースの母であるヴィーナス像が置かれていることからも、ローマ時代の影響がうかがえる。邸宅の前庭には、ローマ神話における距離と空間の神テルミヌス (Terminus) をかたどったいくつかの「ターム」(Term) (英語版)  があり、これらは境界線を示す印として使われている。

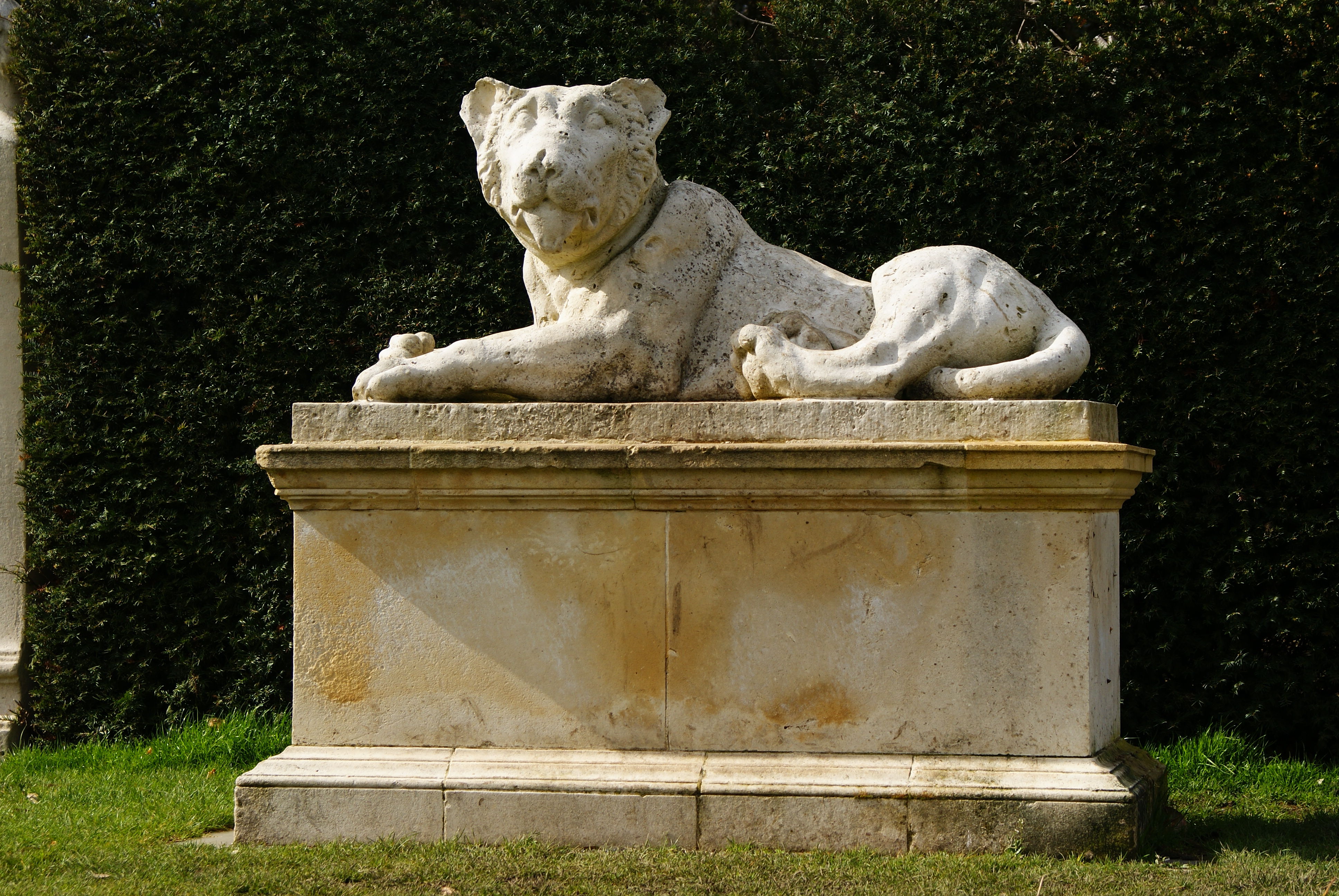
ライオン像

邸宅の裏にはギリシア神話の神、旅人達の守護神ヘルメスをかたどった「ヘルマ」 (herma)  が置かれており、これらはバーリントンの庭園を訪問したい全ての人を歓迎している。（チジック・ハウスの庭園はロンドンにあるヴィラの中で来訪者が最も多い。)
第2代ハービー男爵ジョン・ハービー (John Hervey, 2nd Baron Hervey、1696年 - 1743年) (英語版) はチジック・ハウスが建てられたとき、「住むには狭すぎるし、時計飾りとしては大きすぎる」と書いている。ペニキュイック (Penicuik)  のジョン・クラーク (John Clerk of Penicuik、1611年 - 1674年) (英語版) は、「便利というよりむしろ凝った」(Rather curious than convenient) と言い、ホレス・ウォルポール (1717年 - 1797年) は「美しいモデル」(the beautiful model ) と呼んだ。
バーリントンが生前、その多くを2度の欧州へのグランドツアーで購入した、167点を超える絵画をチジック・ハウスに展示したことからもわかる通り、邸宅建築の目的の一つはアートギャラリーであった。

## 庭園

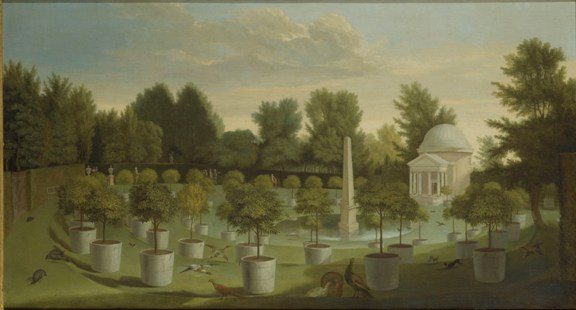
チジック・ハウスガーデンの風景
(オレンジ・ツリー・ガーデン)1729年頃

チジック・ハウスの庭園は古代ギリシア様式を踏襲していると考えられていた古代ローマのものを再現しようとする試みだった。バーリントンの庭園はティヴォリにあるハドリアヌス帝 (Hadrianus、第14代古代ローマ皇帝) のヴィッラ・アドリアーナ (Villa Adriana) に触発されており、(ダニエル・デフォーによると) 3体の彫像があるのはそのためであると言われている。
チジック・ハウスの庭園はもともと標準的なジャコビアン様式 (Jacobean design) (英語版) だったが、1720年代から常に変わり続けた。バーリントンとケントは、要塞を模したもの、「ハーハ」(Ha-ha) (英語版) と呼ばれる景観のデザイン、古典的な工場、彫像、木立ち、エジプト的なものを模して作ったもの、滝と水など、様々な要素を取り入れた新しいデザインを試みた。

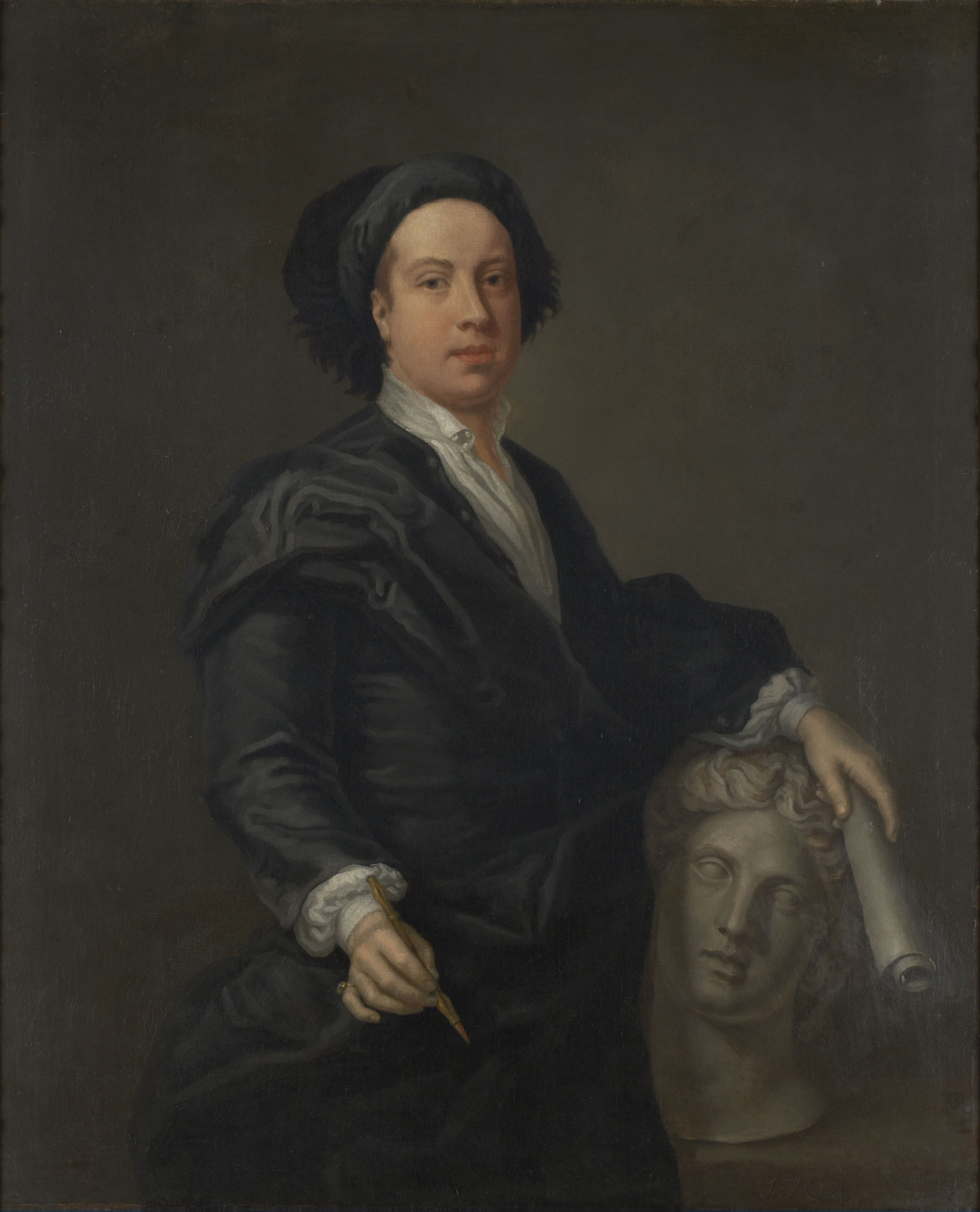
ウィリアム・ケント
庭園のメインデザイナー

ホラティウス (紀元前65年 - 紀元前8年)や小プリニウス (61年 - 112年) 等の古代の作家は、花壇、噴水のある木陰の道がついた自身の庭の描写を通じて、18世紀の思想家に大きな影響を与えた。チジック・ハウスの庭園の最初の建築家は、宮廷庭師 (king's gardener) のチャールズ・ブリッジマン (1690年 - 1738年) と考えられており、1720年頃バーリントンと共に庭園で働いていたと言われている。チャールズはその後1719年にバーリントンの2回目のグランドツアーから一緒に帰ってきたウィリアム・ケントと共に働くようになった。ウィリアム・ケントはフランスの芸術家ニコラ・プッサン (1594年 - 1665年) やクロード・ロラン (1600年頃 - 1682年) の風景画に刺激を受けた。

## フリーメイソン

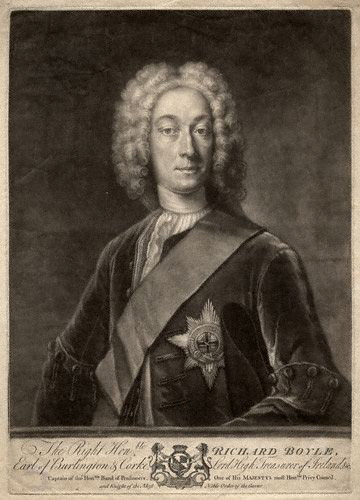
リチャード・ボイル
第3代バーリントン伯爵

チジック・ハウスはフリーメイソンと繋がりを持っていた。ギャラリーには、強力にフリーメイソン的であり、密室的 (Hermetic) であり、可能な限りジャコバイト  的である図像 (iconography) が描かれ、そのギャラリーや赤の客間・青の客間・夏の客間 (the Red, Blue and Summer Parlour Rooms) には、ウィリアム・ケントによって天井画が描かれたことから、一部の学者にはメイソニック・ロッジ (Masonic Lodge)  (英語版)  、あるいは祭祀場 (Temple) として機能していたと考えられている。
バーリントンが重要なフリーメイソンメンバーであることは、1736年出版のFreemason's Pocket Companion やジェームズ・アンダーソン (James Anderson、1679年 - 1739年) (英語版) による1723年出版のConstitutions of the Free Masons に記載された詩によって示されている。パット・ロジャース (Pat Rogers) はジェーン・クラーク (Jane Clark) の研究に基づき、チジック・ハウスは、追放されたユダヤ人の苦悩を癒すためにデザインされた「密閉された干渉」(Hermetic intervention) を含むいわゆるロイヤル・アーチ・メイソンリー (Royal Arch Masonry) (英語版)  に基づいた象徴的な祭祀場 (Temple) であったと主張している。チジック・ハウスの図書室にある本をリストしたバーリントン手書きの目録は、彼がフリーメイソンの多数の出版物を支援したことを示している。
1729年の邸宅の完成後、バーリントンは初代レスター伯爵 (第5期) トマス・クック (Thomas Coke, 1st Earl of Leicester、1697年 – 1759年) (英語版) によるホウカムホールや第2代リッチモンド公爵チャールズ・レノックス (1701年 - 1750年) による「エジプトのホール」(Egyptian Hall) と呼ばれるマンションハウスなど、他の建築家による数多くの建物にインスピレーションを与えた。クック、レノックスとも著名なフリーメイソンメンバーであり、彼らは彼らの建物にフリーメイソン的な特性やテーマを取り入れた。